# 36 Atalante
Atalante /ætəˈlæntə, -tiː/ (định danh hành tinh vi hình: 36 Atalante) là một tiểu hành tinh lớn và tối ở vành đai chính do nhà thiên văn học người Pháp gốc Đức Hermann M. S. Goldschmidt phát hiện ngày 5 tháng 10 năm 1855 và được nhà toán học người Pháp Urbain Le Verrier đặt tên theo tên nữ anh hùng Atalanta trong thần thoại Hy Lạp (Atalante là dạng tiếng Đức của Atalanta).